# 国家総力戦
国家総力戦（こっかそうりょくせん、ドイツ語: Totaler Krieg, 英語: Total War）とは、国家が戦争遂行において有する国力を総動員して戦う形態の戦争をいう。総力戦とも。転じて、総力戦として用いる場合、個人・団体が自身のみならずその周辺を含めて取り組む必要な闘争について用いられる。
国家総力戦は国家が国力のすべて、すなわち軍事力のみならず経済力や技術力、科学力、政治力、思想面の力を平時の体制とは異なる戦時の体制で運用して争う戦争の形態である。その勝敗が国家の存亡そのものと直結するために、途上で終結させることが難しく、またその影響は市民生活にまで及ぶという特徴がある。
一般的には、第一次世界大戦が史上初の総力戦であったとみなされている。ただし、南北戦争を史上初の総力戦とする説もあるという。あるいは日露戦争が歴史上初の総力戦＝「第零次世界大戦」と位置付けられることもある。用語としての起源は不明確だが、1935年にドイツのエーリヒ・ルーデンドルフが『国家総力戦』を著し、総力戦という概念を明示した。さらに、1943年2月にヨーゼフ・ゲッベルスが行った「諸君は総力戦を望むか」という演説がラジオ・ニュース映画を通して広まり、用語として定着するに至ったとされる。

## 2度の世界大戦における戦争の質的変化
近代的兵器が登場するまでの戦争においては、結果を左右するものは、高度に訓練された兵士の能力という「質」と、軍隊の規模や兵の数という「量」を基にした軍事力であった。そこでは軍隊が傭兵によって構成され、コントロールが難しい場合を除き、産業や民衆は戦争から距離を置くことができた。しかし、産業革命後の大量生産の時代と技術革新は、戦争の質を様変わりさせた。

### 第一次世界大戦
第一次世界大戦では未だ陸兵が軍事力の主な源泉であった。しかし機関銃を備えた強固な野戦築城と、国内の物資・人員輸送における鉄道の効果によって、防御側が圧倒的に優位な状況になり、必然的に持久戦へと発展した。そうした戦局打開のため、戦場以外において、大量に必要となった兵器・弾薬の生産や補給にかかわる産業施設、人員や物資の輸送にかかわる鉄道やトンネル、一般船舶などが次第に攻撃対象となっていった。
防御側優位の戦況、弾幕射撃と塹壕戦という新しい戦術、主戦場以外での攻撃の結果、第一次世界大戦においては、これまで一つの会戦で消耗するような膨大な資源・兵員が消費されるような状況が出現した。その結果として
- 弾薬・燃料の消費量の増大
- 兵器の破壊・消耗の増大
- 戦闘員の死傷者の増大
- 民間施設・非戦闘員への被害の増大
- これらの増大と戦争の長期化に伴う戦争費用の著しい増大

という、これまでの戦争では予想されていなかったような、原因と結果が明確な増大の連鎖が繋がった莫大な消費につながる様相を呈することになる。特に戦費の増大においては、敗戦することの意味に大きな変化をもたらした。第一次世界大戦に敗れた国々は、参戦国すべての戦争費用・損害の責任を負わされる形で、敗戦国だけではとても処理できないほどに膨れ上がった賠償責任を負うことになった。
この4年間の戦争を通じて、戦死者900万、戦傷者2200万、その他に非戦闘員1千万人が死んだ。

### 第二次世界大戦
第二次世界大戦では本格的に国家総力戦へと移行した。第一次世界大戦では性能・数ともに不十分だった戦車や飛行機などの近代的兵器が大きな威力を発揮し、戦争においてより強力で大量の兵器、生産力、兵站、技術力、資金力が求められるようになると、国力や国富の大半を民間を圧迫してでも戦争のために振り分ける必要に迫られた。これにより、戦争そのものが国力・国富を出し尽くす形態となったために戦争の性格は一変、交戦国の国力・国富を破壊し戦況を優位にするための戦略爆撃などによる産業や生活基盤の破壊や通商破壊といった補給線の破壊などが日常的に行われるようになり、必然的に民間人の犠牲も爆発的に増えてゆくこととなる。
しかし、どれだけ甚大な損害を受け、経済的な損失を出したとしても、敗戦すれば占領・領土の喪失と参戦国すべての戦争費用・損害を負う形での天文学的数値と呼べるほどの賠償金という破滅が待っている以上、いずれの国も一度はじめた戦争は勝つまでやめることができず、どちらかが降伏するまで自国の国力を出し尽くし相手国の国力を殲滅するしか選択肢がない状況に陥ってしまった。戦争中の戦略的必要性と戦争後に予期される被占領・賠償の回避との両面から強固に支持されたものであると同時に、戦争を遂行するためのプロパガンダとして利用された。
航空機、戦車などは第一次世界大戦と比較して遥かに高度な兵器に進化していたため、その大量生産・大量消費は国家に大きくのしかかった。同時に、その進化に追従出来なかった国は落後していった。この戦争での戦略爆撃は苛烈を極め膨大な死傷者を生み出した。

## 労働の動員
戦争が長期化するにつれ戦闘員としての動員の結果として、労働人口における青・壮年層の減少が発生する。そのために労働人口の必要性から女性・若年層が労働力として新たに動員されることとなる。これらは第一次世界大戦から行われており、女性の労働動員は女性の地位向上において少なからぬ影響を与えている。

## 貯蓄奨励
軍備に資金が必要なため、広く国民へ貯金を奨励するようになる。軍備用の積立金や投資信託などに加入し手元に金を置かず、国へ預けるように広く求められる。機関投資家保有の大衆貯蓄は国債消化に振り向けられる。

## 資源の制限
資源の流出を防ぐため、支配領域内における物資の消費・流通は厳重な管理下に置かれることとなり、軍事関連の生産が最重視されることとなる。平和工作物・非軍事関連への資源の使用は規制・制限される。
資源輸出入の管理を完全なものとする目的で、資本の海外逃避を防ぐため「輸入為替許可制度」を強固にする。しかし、準戦時、そして戦時体制へと移行すれば輸入が減少する場合もある。その際、輸入が途絶することによる代替品への移行がなされ、一部の物については化学的な合成への試みが行われ、科学技術の進歩に貢献することとなる。しかし戦争末期には資源不足から安易な代用品を選択することも多い。
統制経済において市民は配給制度下の窮乏生活を余儀なくされる。市民や一般大衆へは資源の統制が敷かれ、禁制品の指定が行われる。その他、任意、強制を問わず資源・物資の回収・供出を求められる。

## 科学技術の制限
科学技術が日進月歩を遂げている時代であるため、兵器の性能を引き上げたり、画期的な兵器を作り出すため、多くの科学者・技術者も動員され、研究などについても制限を受けることとなる。
端的な例として、第一次世界大戦におけるドイツでの化学兵器（毒ガス）の開発、第二次世界大戦においてのレーダー・核兵器・合成ゴム・近接信管の開発が挙げられる。一部の科学者（数学者）は両世界大戦において暗号解読に動員された。

## 経済産業界への影響
民間企業が軍需生産に参画することによって技術を得ることもあるが、軍需工場は攻撃目標となりうるため空襲などを受ける可能性も高く、危険を伴うものであった。敗戦となれば戦争によって得た莫大な利益が問題視されることも考えられる。
また、総力戦体制により生産品のほとんどが軍需となった後、戦後その軍需一辺倒の特需景気から民需への切り替えに失敗すると産業構造を含めて大きな問題を生じる可能性が高い。
第二次世界大戦においては全ての主要参戦国が国家総力戦の態勢で臨み、多くの産業が戦争に協力することとなった。日本やドイツ、アメリカ合衆国やイギリスなどの参戦国においては協力しない企業は皆無に近い状況であった。民需の乏しいソビエト連邦は戦争に全力で対応せざるをえなかった。敗戦国は容赦なく戦勝国の政府から占領策を敷かれていった。連合国、現国際連合は、現在、日本を敵国として見ている敵国条項を表明しているが、GHQは日本では戦後GHQが日本を占領するため、財閥解体や公職追放や新聞社への検閲や麻の生産や販売の制限や大日本帝国憲法の破壊などを始めさまざまな占領策をかけた。ドイツではニュルンベルク裁判後にクルップ、IG・ファルベンなどが継続裁判にかけられた。
第二次世界大戦後の敗戦国の軍事力解体においては、ミサイル（ロケット）・軍用機（航空機）・核兵器などの新しい兵器、レシプロからジェットへの技術移行期間中の兵器にかかわる産業・研究が制限を受けることとなった。
ナチス・ドイツでは最先端にあったロケット関係の技術情報・技術者を戦勝国であるアメリカ・ソビエトが奪いあい両国における宇宙開発・ミサイル開発に無条件に動員された。その結果は冷戦時代の宇宙開発に如実に表れている。
日本ではGHQにより航空機産業が解体され、大学における研究すら禁止される状態となり、航空機産業の技術者・生産力は自動車産業や日本国有鉄道（国鉄）に流れることとなった。産業の先端を支えるであろう技術者は自動車産業に向かうものも多く、その黎明期を支え、また国鉄に移った技術者は新幹線を実現させた。一方で日本の航空宇宙産業は21世紀になっても細々としたものとなっている。